# Anolis bitectus
Anolis bitectus (покрівельний аноліс) — вид ігуаноподібних ящірок родини анолісових (Dactyloidae). Ендемік Еквадору.

## Поширення і екологія
Покрівельні аноліси мешкають на рівнинах і в передгір'ях Анд на заході Еквадору. Вони живуть у вологих вічнозелених та напіввічнозелених тропічних лісах, трапляються на узліссях. Зустрічаються на висоті від 170 до 2000 м над рівнем моря.

## Збереження
МСОП класифікує цей вид як такий, що перебуває під загрозою зникнення. Anolis bitectus загрожує знищення природного середовища.